# Кирилюк, Николай Петрович
Николай Петрович Кирилюк (1929, Зятковцы, Тульчинский округ — 3 января 1989, Макеевка, Донецкая область) — передовик советской горнодобывающей промышленности, бригадир горнорабочих очистного забоя шахты № 21 треста «Советскуголь» комбината «Донецкуголь» Министерства угольной промышленности Украинской ССР, Донецкая область. Герой Социалистического Труда (1966).

## Биография
Родился в 1929 году в селе Зятковцы Винницкой области в украинской семье.
Окончив школу и курсы водителей, начал трудиться в 1944 году шофёром, затем работником шахты. С 1949 по 1952 годы служил в Красной армии. После демобилизации стал работать учеником токаря, слесарем в машинно-тракторной станции, затем перешёл работать навалоотбойщиком на шахте.
С 1954 года возглавлял бригаду горнорабочих очистного забоя на шахте № 21 «Советскуголь» на предприятии «Донецкуголь». Его бригада стала передовой, сумев довести отгрузку угля до 20 тонн в сутки. Постоянно обеспечивали высокую производительность труда. Неоднократно становился победителем социалистического соревнования. 
Указом Президиума Верховного Совета СССР от 29 июня 1966 года за достижение высоких показателей в производственной деятельности по добыче угля Николаю Петровичу Кирилюку было присвоено звание Героя Социалистического Труда с вручением ордена Ленина и медали «Серп и Молот».
Избирался депутатом Верховного Совета СССР 6-го и 7-го созывов.   
Проживал в городе Макеевке. Умер 3 января 1989 года.

## Награды
- Медаль «Серп и Молот» (29.06.1966);
- орден Ленина (29.06.1966);
- другие медали.